# Mutua Madrileña Madrid Open 2010
Madrid Masters 2010 (також відомий під назвою Mutua Madrileña Madrid Open за назвою спонсора) - чоловічий і жіночий тенісний турнір, що проходив на відкритих кортах з ґрунтовим покриттям Park Manzanares у Мадриді (Іспанія). Це був 9-й за ліком турнір серед чоловіків і 2-й - серед жінок. Належав до категорії Мастерс у рамках Туру ATP 2010 і категорії Premier Mandatory в рамках Туру WTA 2010. Тривав з 7 до 16 травня 2010 року.

## Учасники

### Сіяні учасники
| Гравець           | Країна          | Рейтинг* | Сіяний |
| ----------------- | --------------- | -------- | ------ |
| Роджер Федерер    | Швейцарія       | 1        | 1      |
| Рафаель Надаль    | Іспанія         | 3        | 2      |
| Енді Маррей       | Велика Британія | 4        | 3      |
| Робін Содерлінг   | Швеція          | 7        | 4      |
| Енді Роддік       | США             | 8        | 5      |
| Фернандо Вердаско | Іспанія         | 9        | 6      |
| Жо-Вілфрід Тсонга | Франція         | 10       | 7      |
| Марин Чилич       | Хорватія        | 11       | 8      |
| Давид Феррер      | Іспанія         | 12       | 9      |
| Михайло Южний     | Росія           | 15       | 10     |
| Томаш Бердих      | Чехія           | 16       | 11     |
| Гаель Монфіс      | Франція         | 18       | 12     |
| Джон Ізнер        | США             | 21       | 13     |
| Сем Кверрі        | США             | 22       | 14     |
| Стен Вавринка     | Швейцарія       | 23       | 15     |
| Томас Беллуччі    | Бразилія        | 26       | 16     |

- Рейтинг подано станом на 3 травня 2010.

### Інші учасники
Нижче наведено учасників, які отримали вайлд-кард на участь в основній сітці:
- Марсель Гранольєрс
- Карлос Моя
- Пере Ріба
- Давід Налбандян

Нижче наведено гравців, які пробились в основну сітку через стадію кваліфікації:
- Кевін Андерсон
- Хуан Ігнасіо Чела
- Долгополов Олександр Олександрович
- Даніель Хімено-Травер
- Сантьяго Хіральдо
- Daniel Muñoz-de la Nava
- Крістоф Рохус

Гравці, що потрапили в основну сітку як щасливий лузер:
- Майкл Расселл
- Марді Фіш
- Оскар Ернандес

### Відмовились від участі
Відомі гравці, що знялись зі змагань:
- Новак Джокович (алергія)
- Енді Роддік (шлунковий вірус)
- Хуан Мартін дель Потро (правий зап'ясток)
- Микола Давиденко (перелом зап'ястка)
- Фернандо Гонсалес (травма коліна)
- Іван Любичич (left side strain)
- Томаш Бердих (травма правого стегна)
- Хуан Карлос Ферреро (травма коліна)
- Томмі Гаас (операція на правому стегні)
- Томмі Робредо (травма спини)
- Жиль Сімон (праве коліно)
- Радек Штепанек (втома)
- Давід Налбандян (травма ноги)

## Учасниці

### Сіяні учасниці
| Гравчиня           | Країна    | Рейтинг* | Сіяна |
| ------------------ | --------- | -------- | ----- |
| Серена Вільямс     | США       | 1        | 1     |
| Каролін Возняцкі   | Данія     | 2        | 2     |
| Дінара Сафіна      | Росія     | 3        | 3     |
| Вінус Вільямс      | США       | 4        | 4     |
| Світлана Кузнецова | Росія     | 5        | 5     |
| Олена Дементьєва   | Росія     | 6        | 6     |
| Єлена Янкович      | Сербія    | 7        | 7     |
| Саманта Стосур     | Австралія | 8        | 8     |
| Агнешка Радванська | Польща    | 9        | 9     |
| Вікторія Азаренко  | Білорусь  | 10       | 10    |
| Марія Шарапова     | Росія     | 13       | 11    |
| Маріон Бартолі     | Франція   | 14       | 12    |
| Лі На              | КНР       | 15       | 13    |
| Флавія Пеннетта    | Італія    | 16       | 14    |
| Франческа Ск'явоне | Італія    | 17       | 15    |
| Надія Петрова      | Росія     | 18       | 16    |

- Рейтинг подано станом на 3 травня 2010.

### Інші учасниці
Нижче наведено учасниць, які отримали вайлд-кард на участь в основній сітці:
- Сібіль Баммер
- Ана Іванович
- Аранча Парра Сантонха
- Пен Шуай
- Вірхінія Руано Паскуаль

Нижче наведено гравчинь, які пробились в основну сітку через стадію кваліфікації:
- Акгуль Аманмурадова
- Івета Бенешова
- Алізе Корне
- Кірстен Фліпкенс
- Беатріс Гарсія-Відагані
- Петра Квітова
- Стефані Фегеле
- Клара Закопалова

Гравчиня, що потрапила в основну сітку як щасливий лузер:
- Татьяна Гарбін

### Відмовились від участі
Відомі гравчині, що знялись зі змагань:
- Кім Клейстерс (ліва ступня)
- Яніна Вікмаєр (травма ліктя)
- Катерина Бондаренко (травма лівого коліна)

## Переможниці та фіналістки

### Чоловіки. Одиночний розряд
Рафаель Надаль —  Роджер Федерер 6–4, 7–6(7–5)
- Для Надаля це був третій титул за сезон і 39-й - за кар'єру. Це був його 18-й титул Мастерс, рекордний за всю історію. Це була його друга перемога на цьому турнірі (перша була 2005 року).

### Одиночний розряд. Жінки
Араван Резаї —  Вінус Вільямс 6–2, 7–5
- Для Резаї це був перший титул за сезон і 3-й - за кар'єру.

### Парний розряд. Чоловіки
Боб Браян  /  Майк Браян —  Деніел Нестор /  Ненад Зімоньїч 6–3, 6–4
- Для братів Браянів це був 5-й титул за сезон і 61-й - за кар'єру в складі однієї пари.

### Парний розряд. Жінки
Серена Вільямс /  Вінус Вільямс —  Хісела Дулко /  Флавія Пеннетта 6–2, 7–5
- Для сестер Вільямс це був 2-й титул за сезон і 18-й - за кар'єру в складі однієї пари.